# Myszoskocznik malutki
Myszoskocznik malutki (Gerbilliscus paeba) – gatunek ssaka z podrodziny myszoskoczków (Gerbillinae) w obrębie rodziny myszowatych (Muridae), występujący w Afryce Południowej.

## Systematyka
Gatunek po raz pierwszy zgodnie z zasadami nazewnictwa binominalnego opisał w 1838 roku szkocki przyrodnik Andrew Smith nadając mu nazwę Gerbillus paeba. Holotyp pochodził z Vryberg, w zachodniej Prowincji Przylądkowej Wschodniej, w Południowej Afryce.
Gatunek był pierwotnie umieszczony w rodzaju Gerbillus, następnie w Gerbillurus, a obecnie na podstawie badań opartych na danych chromosomalnych i molekularnych jest zaliczony do rodzaju Gerbilliscus. Analizy chromosomowe wskazują, że G. paeba i G. vallinus wyewoluowały od bliskiego wspólnego przodka; być może jest blisko spokrewniony z G. tytonis. Status taksonomiczny tego gatunku wymaga dalszych badań. Autorzy Illustrated Checklist of the Mammals of the Worldrozpoznają pięć podgatunków.

### Etymologia
- Gerbilliscus: rodzaj Gerbillus Desmarest, 1804 (myszoskoczka); łac. przyrostek zdrabniający -iscus[18].
- paeba: etymologia niejasna, Smith nie wyjaśnił znaczenia nazwy gatunkowej[1].
- coombsi: Cecil Henry Coombs (1887-1953), południowoafrykański przedsiębiorca, kolekcjoner[8][19].
- exilis: łac. exilis „mały, smukły, cienki”, od ex „bez”; ile, ilis „wnętrzności”[20].
- infernus: łac. infernus „z niższych regionów”, od inferus „niżej, poniżej”[21].

## Występowanie
Zasięg tego gatunku obejmuje zachodnią część Południowej Afryki wraz z prowincją Limpopo, południowy Mozambik, zachodnie Zimbabwe, Botswanę, Namibię, do południowo-zachodniej Angoli. Zamieszkuje tereny piaszczyste, w tym aluwialne z pokrywą traw, krzewów, ewentualnie rzadkich lasów. Unika obszarów o dużej różnorodności roślin. Nie występuje na skalistych obszarach i głębokich piaszczystych wydmach pustyni Namib; pospolity na pustyni Kalahari.
Zasięg występowania w zależności od podgatunku:
- G. paeba paeba – południowa Angola, Namibia, Botswana, zachodnie Zimbabwe i zachodnia Południowa Afryka.
- G. paeba coombsi – południowy Mozambik, skrajnie południowo-wschodnie Zimbabwe i północno-wschodnia Południowa Afryka.
- G. paeba exilis – południowo-zachodnia Prowincja Przylądkowa Wschodnia, Południowa Afryka.
- G. paeba infernus – południowo-zachodnia Angola i północno-zachodnia Namibia.
- G. paeba mulleri – Cape Flats, Prowincja Południowa Zachodnia, Południowa Afryka.

## Wygląd
Jest to niewielka myszoskoczka, najmniejsza w rodzaju; osiąga średnio 96,5 mm (od 85 do 105 mm), z ogonem o długości 113 mm (od 102 do 125 mm). Średnia masa ciała to 25,4 g (od 20 do 37 g). Osobniki ze wschodniej pustyni Namib są generalnie mniejsze: średnio 86,3 ± 6,3 mm długości ciała, 108,4 ± 8,9 mm długości ogona i masa 22,2 ± 0,3 g.
Wierzch ciała ma różny kolor zależnie od miejsca występowania: może być rudy, szaro-rudy, lub blady cynamonowo-beżowy z domieszką ciemnych włosów. Spód ciała jest biały od brody pod koniec ogona, białe są także boki ciała i pyszczka, oraz nogi. Głowa jest wąska, ze spiczastym nosem, oczy są duże, ciemne, czerwonobrązowe, nad nimi znajduje się jasna plamka, nie zawsze dobrze widoczna. Uszy są duże i zaokrąglone, rzadko owłosione i bledsze niż grzbiet. Tylne kończyny są znacznie dłuższe od przednich, u wszystkich kończyn jest pięć palców zakończonych długimi pazurami, choć u przednich kończyn piąty palec jest zredukowany. Stopy są owłosione od spodu, oprócz centralnej linii. Ogon ma biały spód i wierzch tego koloru co grzbiet zwierzęcia, z nieco dłuższymi włosami tworzącymi kitkę na końcu. Samica ma sześć sutków.

## Tryb życia
Myszoskocznik malutki jest najszerzej rozpowszechnionym gatunkiem spośród 4 gatunków myszoskoczników, a także najbardziej oportunistycznym. Prowadzi nocny, naziemny tryb życia. Porusza się skokami na czterech kończynach, potrafi skoczyć na odległość 26 cm. Często zażywa kąpieli piaskowych. Na pustyni Namib buduje proste, ślepo zakończone nory, czasem z boczną komorą mieszkalną. W nadmorskim polu wydmowym Alexandria buduje bardziej złożone, rozgałęzione nory, z wejściem ukrytym wśród roślinności, nigdy nie zasypanym piaskiem. Gniazdo zbudowane jest z pociętych części roślin.
Myszoskoczniki malutkie żywią się wszelkim pokarmem roślinnym i zwierzęcym, jaki uda im się znaleźć; w komorach spichrzowych gromadzą zapasy nasion, liści, a także owadów. Zjadanie przez te ssaki nasion i zielonych części roślin może negatywnie wpływać na rozwój flory, ale efekt ten jest lokalny i przejściowy.
Nocny tryb życia i nory pozwalają tym gryzoniom unikać dużych temperatur i zbyt niskiej wilgotności. Przy temperaturze otoczenia od 5 do 30 °C myszoskocznik malutki potrafi utrzymać stabilną temperaturę ciała w granicach 36–39 °C; jeśli temperatura otoczenia utrzymuje się powyżej 35 °C przez ponad godzinę, zwierzątko ginie.
Populacje tego gatunku żyjące w różnych obszarach, dawniej klasyfikowane jako podgatunki, różnią się zachowaniem, co ma związek z warunkami życia. Myszoskoczniki z pustyń, kopiące proste nory, są bardziej agresywne i gorzej tolerują towarzystwo innych osobników swojego gatunku. Osobniki z populacji z wydm nadmorskich są spokojniejsze, samce często szukają kontaktu z innymi myszoskocznikami, a zachowania agresywne przybierają postać pogoni z okazjonalnymi przepychankami przypominającymi boks, zamiast gryzienia i kopania. Osobniki komunikują się akustycznie poprzez rytmiczne tupanie tylnymi nogami i ultradźwiękowe gwizdy, głównie w zakresie 57–70 kHz.

## Rozmnażanie
Myszoskoczniki malutkie mogą rozmnażać się przez cały rok, choć na wschodniej pustyni Namib rozmnażają się tylko w drugiej połowie lata. Ciąża trwa 21 dni. Samice rodzą młode w podziemnych norach, które rzadko opuszczają w pierwszych dniach ich życia. W miocie na wolności rodzi się od 2 do 5 młodych, w niewoli od 1 do 6. Młodym siekacze wyrastają 12 dnia życia, oczy otwierają się w 14–18 dniu. Młode ssą mleko matki do 21 dnia życia.

## Populacja i zagrożenia
Myszoskocznik malutki zamieszkuje duży obszar i jest bardzo pospolity. Liczebność populacji podlega dużym fluktuacjom wraz z warunkami środowiska, w szczególności z opadami. Polują na nie przede wszystkim puchacz plamisty (Bubo africanus), szakal czaprakowy (Canis mesomelas) i żeneta tygrysia (Genetta tigrina), ale te drapieżniki nie stanowią zagrożenia dla gatunku. Myszoskocznik malutki występuje w wielu obszarach chronionych. Międzynarodowa Unia Ochrony Przyrody uznaje go za gatunek najmniejszej troski.